# Комори
Комо́ри — село у Зарічненській громаді Вараського району Рівненської області України. Відстань до Києва — 444 км.

## Опис
У селі є фельдшерсько-акушерський пункт. Магазину немає, щосуботи зранку працює ринок. Навесні, під час потеплішання, майже всі землі навколо села вкриваються водою.
Школу в селі було закрито у 1980-х, клуб — у 1990-х роках. Один раз на місяць (в останню середу місяця) сюди курсує автобус Зарічне — Комори.

## Історія
Перша знайдена згадка про село міститься в роботі «Ревизия королевских пущ в бывшем Великом Княжестве Литовском с присовокуплением грамот и привилегий на входы в пущи и на земли Григория Воловича», датованій 1559 роком і виданій у Вільно 1867 року. Серед документів міститься підтверджувальна грамота королеви Бони на чотири дворища пінському судді Сеньку Домановичу. Вона датована 24 травнем 1523 року.
Село було засноване приблизно 1557 року, проте, точно відомо, що 24 травня 1523 року село вже існувало. За легендою, німецькі військові перевозили сюди військовополонених, єретиків, зрадників, злочинців, оскільки втекти з цього місця було майже неможливо. Село розташоване в болотистій місцевості і до середини XX століття з іншими населеними пунктами не було автомобільного сполучення. Найдавніші коморівські роди — це Лихмани та Германи, які оселились в цих місцях в 1800-х роках.
Люди добиралися до села переважно човнами. За радянських часів з'явилася ґрунтова дорога, яка сполучала село Комори і село Мутвиця, але молоді люди з села вже почали масово виїжджати, переважно до Білорусі, до Пінська. Таким чином, нині в Коморах проживають лише пенсіонери.
Унікальна природа в Коморах щороку приваблює туристів. Переважно вони приїжджають відпочивати на річці Прип'ять, яка розташована за 1,5 км від села. Крім того, популярною є рибалка, а також полювання на качок та диких звірів.
Білоруський краєзнавець Дубровський пояснює, що село колись відігравало стратегічне значення в поліському краї. Воно знаходилося на зливі рік Прип'ять та Стир і контролювало рух торгових суден, які прямували до Пінська.
Тут збиралася чимала плата за проїзд, зосереджувалися дуже великі кошти, звідси і оригінальна назва цього села". Цю ж думку підтверджує і вчений Цинкаловський: «Прип'ятська дорога була знана збирачам данини — руським князям, купцям. Вони відвідували численні погости на Поліссі перед весняними розливами».
Річка Стир у XVI—XVII столітті виступала важливою торговельною артерією для перевезення поташу, збіжжя в країни Європи та Балтії. В цей період на берегах річки виникає ціла сітка митних комор. Від цього, ймовірно, і пішла назва села.

### Перша світова війна

Обеліск солдатам Червоної армії

У вересні 1915 року німецький фронт зупинився на Поліссі. У листопаді були сильні морози, болота замерзли, 28 листопада відділ російських військ разом з місцевими жителями вирушив до Невля, де стояв німецький штаб. Поводирем цими місцями був житель села Борове Олімпіуш Дяденчук. Він провів 150 солдатів через болота на село Комори. За допомогою місцевих жителів бійці здійснили переправу через Прип'ять — Струмінь — Стохід.
Село Невель було обнесене тоді колючим дротом, у маєтку Млодзінських містився німецький штаб і телефонна станція. Несподівана поява бійців дозволила захопити зненацька весь штаб супротивника. Під час атаки вбито 600 німецьких солдатів, захоплено генерала Фабаріуса. Микола II нагородив учасників походу 5 Георгіївськими Хрестами та 15 Хрестами 4-го ступеня.

### Друга світова війна
В селі розміщувався штаб німецьких військ. 5 квітня 1944 року бійці Червоної армії човнами вирушили по Гнилій Прип'яті до села. Бій за село розпочався вночі, було захоплено штаб.

### Сучасність
У 1980-х роках місцеві жителі на зібрані кошти побудували капличку. Головна причина занепаду села — бездоріжжя, саме тому вже з 1960-х років відбувається постійний від'їзд жителів «на материк».

## Населення
2012 року наймолодшою жителькою села була Мінько Анастасія 1942 року народження. Загалом середній вік мешканців Комор — 78 років. Населення 15 квітня 2017 становило 35 чоловік. Лише одна людина була молодша 75 років.
| Дата | Населення |
| ---- | --------- |
| 1885 | 164       |
| 2001 | 131       |
| 2010 | 65        |
| 2012 | 56        |
| 2017 | 35        |

За переписом населення 2001 року в селі мешкало 131 особа, 100 % населення вказали своєї рідною мовою українську мову.

## Сільрада
- Адреса: 34020, Рівненська обл., Зарічненський р-н, с. Неньковичі, вул. Центральна, 48.